# Alpes suíços

Mapa dos Alpes Suíços Ocidentais

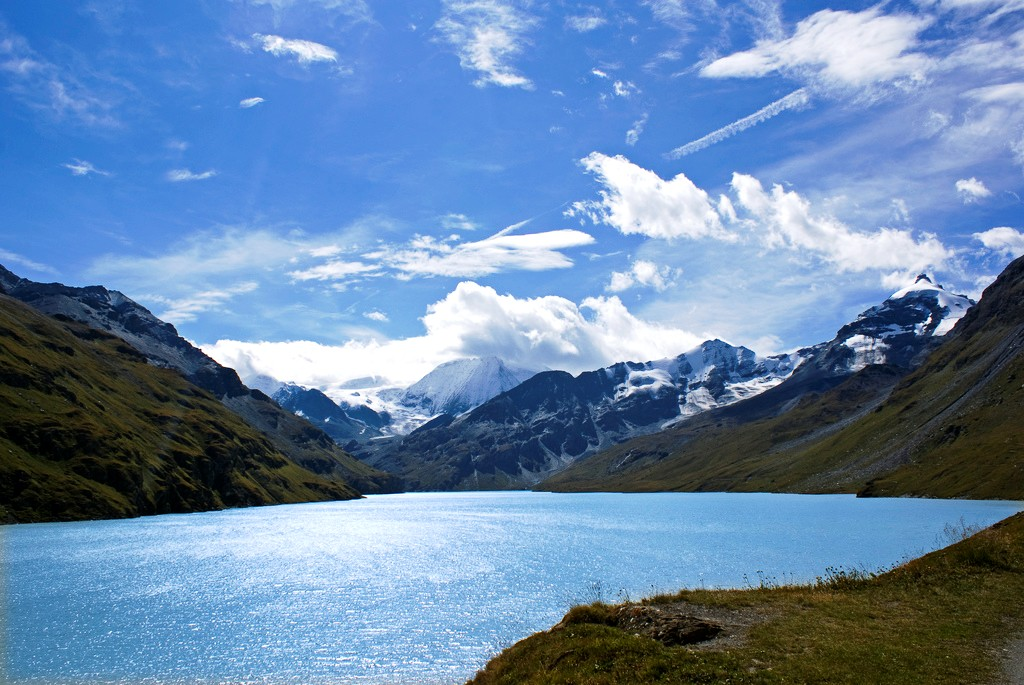
O Lac des Dix em Valais.

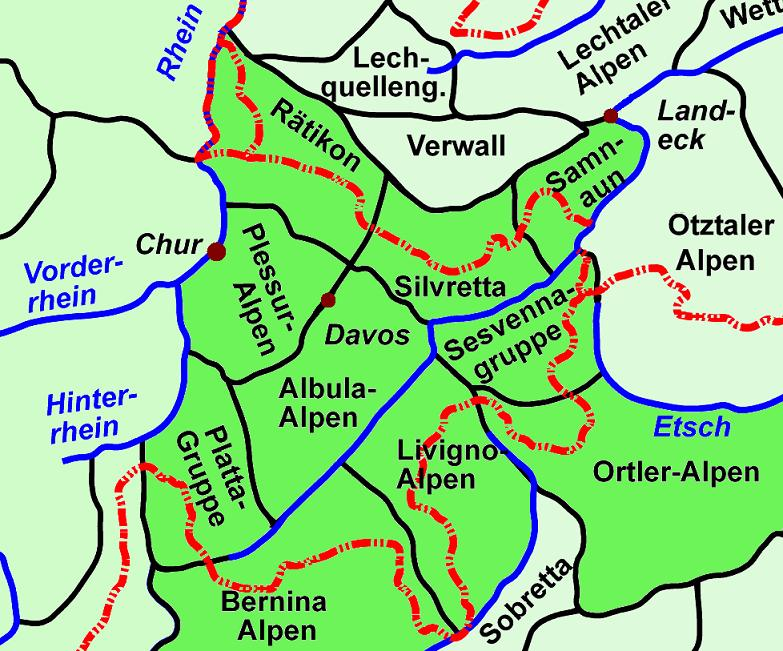
Mapa dos Alpes Suíços Orientais

A região alpina da Suíça, convencionalmente chamada de Alpes Suíços (em alemão: Schweizer Alpen, em francês: Alpes suisses, em italiano: Alpi svizzere, em romanche: Alpes svizras), representa uma das principais características naturais do país e é, junto com a região suíça Planalto e a porção suíça das montanhas do Jura, uma de suas três principais regiões fisiográficas. Os Alpes Suíços se estendem tanto pelos Alpes Ocidentais quanto pelos Alpes Orientais, abrangendo uma área às vezes chamada de Alpes Centrais. Enquanto as cordilheiras do norte, dos Alpes Berneses aos Alpes Appenzell, estão inteiramente na Suíça, as cordilheiras do sul, do maciço do Mont Blanc ao maciço de Bernina, são compartilhadas com outros países, como França, Itália, Áustria e Liechtenstein.
Os Alpes suíços compreendem quase todas as montanhas mais altas dos Alpes, como Dufourspitze (4 634 m), Dom (4 545 m), Liskamm (4 527 m), Weisshorn (4 506 m) e Matterhorn (4 478 m). Os outros grandes cumes seguintes podem ser encontrados nesta lista de montanhas da Suíça.
Desde a Idade Média, o trânsito pelos Alpes desempenhou um papel importante na história. A região ao norte de St Gotthard Pass tornou-se o núcleo da Confederação Suíça no início do século XIV.